# Brebernica
Brebernica je sídlo vesnického charakteru v Chorvatsku, které je součástí města Záhřeb, konkrétně jeho čtvrti Brezovica. Nachází se asi 20 km jihozápadně od centra Záhřebu. Je jedním z odlehlých předměstí Záhřebu, ale zároveň i samostatnou vesnicí. V roce 2011 zde žilo celkem 49 obyvatel, což je pokles oproti roku 2001, kdy zde žilo 57 obyvatel v 18 domech.
Vesnicí neprochází žádná větší silnice, pouze lokální silnice spojující Brebernici se sousedními vesnicemi Starjak a Donji Trpuci.

## Sousední sídla
| Růžice kompasu |                      | Strmec          |               | Růžice kompasu |
| Růžice kompasu | Starjak              | Sever           | Donji Trpuci  | Růžice kompasu |
| Růžice kompasu | Starjak              | Brebernica      | Donji Trpuci  | Růžice kompasu |
| Růžice kompasu | Starjak              | Jih             | Donji Trpuci  | Růžice kompasu |
| Růžice kompasu | Bregana Pisarovinska | Gorica Jamnička | Gornji Trpuci | Růžice kompasu |